# Wojciech Krysztofiak
Wojciech Krysztofiak (ur. 10 lutego 1917 w Düsseldorfie, zm. 24 sierpnia 2012 w Komorowie) – polski scenograf filmowy, telewizyjny i teatralny. Jeden z założycieli Stowarzyszenia Filmowców Polskich.
Krysztofiak studiował w Łodzi, na Wydziale Rzeźby w Państwowej Wyższej Szkole Sztuk Plastycznych. Jest autorem scenografii do ponad 60 filmów i seriali. W 2011 roku otrzymał Nagrodę Stowarzyszenia Filmowców Polskich za całokształt osiągnięć artystycznych.

## Filmografia
Scenografia (wybór)
- 1951: Pierwsze dni (reż. Jan Rybkowski)
- 1958: Baza ludzi umarłych (reż. Czesław Petelski)
- 1958: Wolne miasto (reż. Stanisław Różewicz)
- 1959: Wspólny pokój (reż. Wojciech Jerzy Has)
- 1960: Mąż swojej żony (reż. Stanisław Bareja)
- 1965: Sposób bycia (reż. Jan Rybkowski)
- 1966: Czterej pancerni i pies (serial TV, reż. Konrad Nałęcki, Andrzej Czekalski)
- 1967: Westerplatte (reż. Stanisław Różewicz)
- 1968: Hrabina Cosel (reż. Jerzy Antczak)
- 1968: Hrabina Cosel (serial TV, reż. Jerzy Antczak)
- 1969: Pan Wołodyjowski (reż. Jerzy Hoffman)
- 1969: Przygody Pana Michała (serial TV, reż. Paweł Komorowski)
- 1970: Pierścień księżnej Anny (reż. Maria Kaniewska)
- 1974: Potop (reż. Jerzy Hoffman)
- 1974: Gniazdo (reż. Jan Rybkowski)
- 1975: Kazimierz Wielki (reż. Czesław Petelski, Ewa Petelska)
- 1976: Niedzielne dzieci (reż. Agnieszka Holland)
- 1977: Śmierć prezydenta (reż. Jerzy Kawalerowicz)
- 1978: Hallo Szpicbródka, czyli ostatni występ króla kasiarzy (reż. Mieczysław Jahoda, Janusz Rzeszewski)
- 1980: Mniejsze niebo (reż. Janusz Morgenstern)
- 1983: Bardzo spokojna wieś (reż. Janusz Kidawa)

Współpraca scenograficzna
- 1965: Faraon (reż. Jerzy Kawalerowicz)